# Naja siamensis
Espèce
Synonymes
- Naja naja isanensis Nutaphand, 1982

Statut de conservation UICN

 VU A2ad : Vulnérable
Statut CITES
Naja siamensis, appelé en français cobra du Siam, cobra d'Indochine ou encore cobra cracheur d'Indochine  est une espèce de serpents de la famille des Elapidae.
On l'appelle en Thaïlande งูเห่าสยามพ่นพิษ (ngu haow Sayam ponn phit).
C'est un serpent extrêmement venimeux dont la morsure peut être mortelle.

## Répartition
Cette espèce se rencontre au Viêt Nam, au Laos, au Cambodge et en Thaïlande.

Aire de répartition du Naja siamensis (Cobra du Siam)

## Description
C'est un serpent nocturne.

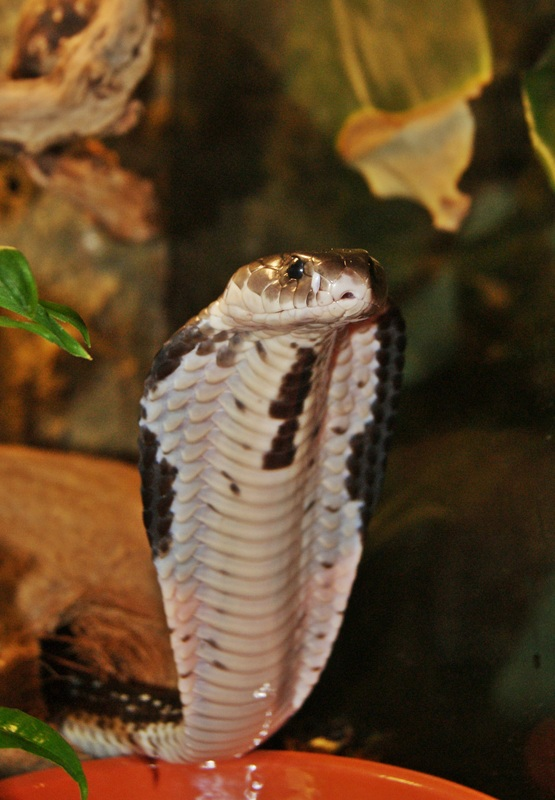
Cobra du Siam dressé et le cou déployé.

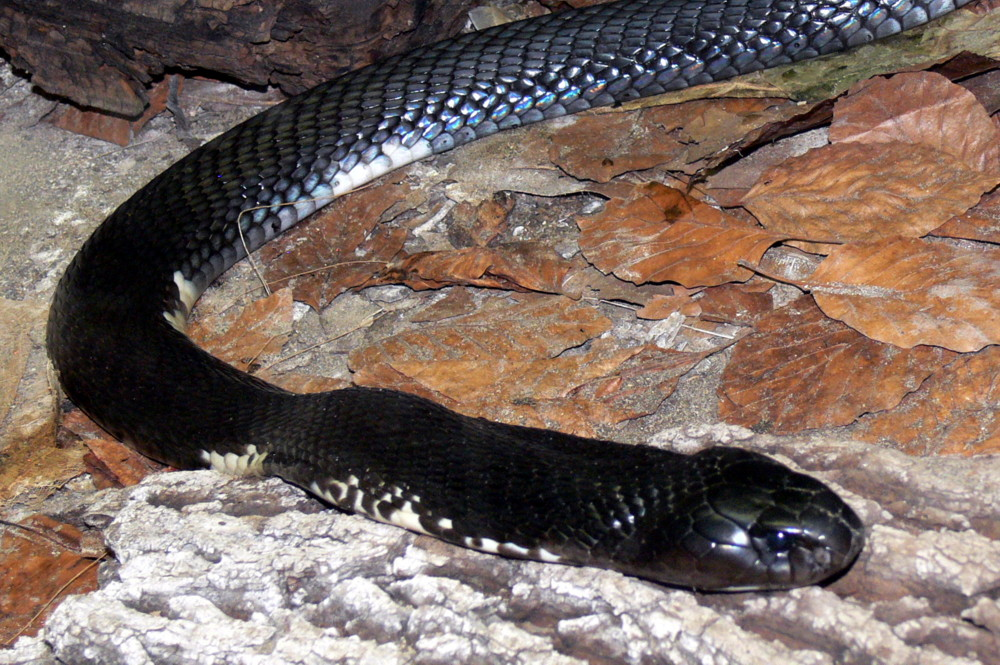
Cobra du Siam au repos

Le cobra du Siam mesure entre 0,9 et 1,60 m de long. Dans la nature, les individus dépassent rarement 1,20 m alors qu'en captivité des longueurs de 1,50 m sont fréquemment atteintes.
Sa livrée est brune, grise, ou noire, avec des taches et des rayures blanches parsemées tout le long du corps.
Dérangé pendant le jour, la plupart du temps il s'enfuit ; dérangé pendant la nuit, il est très agressif et la plupart du temps il attaque, mord et crache.
Le Cobra du Siam ne doit pas être confondu avec le Cobra à monocle qui lui ressemble et avec lequel il cohabite : il n'a habituellement pas de « monocle » sur la face dorsale de son capuchon et il crache. Cependant le Cobra du Siam peut présenter, ou non, des motifs variés à l'arrière de son capuchon, le plus souvent des « lunettes », très semblables à celles du Cobra indien, qui n'est pas présent dans son aire de répartition, mais souvent moins bien dessinées que chez le cobra indien, parfois incomplètes, et plus rarement un « monocle ».

## Alimentation
Le cobra du Siam est un carnivore.
Il se nourrit essentiellement de rongeurs dont de très nombreux rats, d'amphibiens et d'autres serpents.

## Reproduction
Cette espèce est ovipare.
La femelle cobra pond de 13 à 20 œufs. L'incubation dure de 48 à 70 jours. Les serpenteaux nouveau-nés mesurent de 12 à 20 cm de long et ont déjà du venin.

## Venin
Son venin neurotoxique et hémotoxique agit très rapidement en 10 minutes, provoquant une douleur intense. Sa morsure provoque une paralysie et une asphyxie souvent mortelle pour les hommes, en particulier dans les zones rurales où se procurer de l'anti-venin est difficile. Si le Naja du Siam crache son venin dans les yeux de quelqu'un, celui-ci ressentira immédiatement une intense douleur et perdra l'usage de la vue, parfois de manière permanente.
Il ne faut pourtant pas paniquer et relativiser le danger en notant qu'en cas d'atteinte oculaire par un crachat, il suffit de laver très abondement les yeux pour éviter une atteinte importante ; qu'il existe en cas de morsure un sérum anti-venimeux efficace ; et que par exemple, en Thaïlande, on ne compte qu'une soixantaine de décès par an par morsure de serpents (pour 60 millions d'habitants et des millions de touristes) alors qu'il y a dans le même temps près de 25 000 morts d'accident de la route, soit 67 morts par jour,...

## Étymologie
Son nom d'espèce, composé de siam et du suffixe latin -ensis, « qui vit dans, qui habite », lui a été donné en référence au lieu de sa découverte, le Siam, ancien nom de la Thaïlande.

## Publication originale
- Laurenti, 1768 : Specimen medicum, exhibens synopsin reptilium emendatam cum experimentis circa venena et antidota reptilium austriacorum, Vienna Joan Thomae, p. 1-217 (texte intégral).